# Sierra de Santo Domingo (Venezuela)
La Sierra Nevada de Santo Domingo de Mérida (comúnmente denominada Sierra de Santo Domingo) es una cadena montañosa perteneciente al parque nacional Sierra Nevada la cual atraviesa la parte occidental de Venezuela, específicamente los estados Barinas y Mérida. Presenta elevaciones sostenidas sobre los 3500 m s. n. m.  Geologicamente comparte uno de los  sustratos rocosos más antiguos de la estratigrafía de Venezuela y la  mayor edad que hasta ahora  se haya encontrado en los Andes venezolanos. Estas son  las rocas metamórficas e ígneas,   pertenecientes   al   Precámbrico   superior, con edades que oscilan alrededor de 600 millones de años, agrupándose bajo la denominación   de Complejo Iglesias. Durante el Cuaternario condiciones de enfriamiento permitieron que en la Sierra de Santo Domingo, estuviera cubierta de glaciares de montaña en valles situados porencima de los 2.900-3.000 m s. n. m.

## Clima
Los promedios anuales de temperatura en la sierra de Santo Domingo varían de templadas (17.5 °C) a gélidas (-0.2 °C), con un promedio general de 6.4 °C. Durante la estación seca (entre noviembre y marzo) es muy común que se produzcan heladas, mientras que durante la estación lluviosa (entre junio a septiembre) es común que se presenten nevadas en las zonas altas sobre los 4000 metros.
El clima de la sierra puede ser clasificado como clima templado cálido de altura con inviernos secos (Cwb) (en las zonas debajo de los 2900 m.), clima de tundra alpina (ETH) (en la mayoría de su territorio) y clima gélido por efecto de altura (EFH) (localizadas en los topes orográficos de la sierra).